# Діллер (Небраска)
Діллер (англ. Diller) — селище (англ. village) в США, в окрузі Джефферсон штату Небраска. Населення — 247 осіб (2020).

## Географія
Діллер розташований за координатами 40°6′32″ пн. ш. 96°56′16″ зх. д. / 40.10889° пн. ш. 96.93778° зх. д. (40.108765, -96.937830).  За даними Бюро перепису населення США в 2010 році селище мало площу 1,09 км², з яких 1,08 км² — суходіл та 0,00 км² — водойми.

## Демографія
Згідно з переписом 2010 року, у селищі мешкало 260 осіб у 114 домогосподарствах у складі 69 родин. Густота населення становила 239 осіб/км².  Було 129 помешкань (119/км²).
Расовий склад населення:
| - 95,0 % — білих - 0,4 % — вихідців з тихоокеанських островів - 0,4 % — корінних американців - 3,1 % — осіб інших рас |

До двох чи більше рас належало 1,2 %. Частка іспаномовних становила 7,3 % від усіх жителів.
За віковим діапазоном населення розподілялося таким чином: 21,9 % — особи молодші 18 років, 62,7 % — особи у віці 18—64 років, 15,4 % — особи у віці 65 років та старші. Медіана віку мешканця становила 39,4 року. На 100 осіб жіночої статі у селищі припадало 109,7 чоловіків;  на 100 жінок у віці від 18 років та старших — 116,0 чоловіків також старших 18 років.
Середній дохід на одне домашнє господарство  становив 67 717 доларів США (медіана — 58 125), а середній дохід на одну сім'ю — 81 162 долари (медіана — 66 875). Медіана доходів становила 51 500 доларів для чоловіків та 28 438 доларів для жінок. За межею бідності перебувало 8,7 % осіб, у тому числі 17,2 % дітей у віці до 18 років та 15,2 % осіб у віці 65 років та старших.
Цивільне працевлаштоване населення становило 116 осіб. Основні галузі зайнятості: освіта, охорона здоров'я та соціальна допомога — 24,1 %, виробництво — 20,7 %, будівництво — 10,3 %, транспорт — 9,5 %.